# 马拉维恐怖野兽
马拉维恐怖野兽（英语：Malawi Terror Beast）是指2003年出没于马拉维多瓦县的神秘野生动物，它造成了至少3人死亡、16受伤。

## 相關描述
攻击始于2003年，当地人受到一个身份不明的野生动物袭击。遭受致命袭击的是两名老年妇女与一名三岁的婴儿。野兽破坏了受害者的头骨，吃掉了她们的生殖器与肠道。袭击幸存者的四肢都受到严重伤害，其中一些人面部亦受到伤害。至少有4000人从四个村庄逃离前往多瓦县社区中心寻求庇护，以免遭到野兽的袭击。一名目击者称，马拉维恐怖野兽很像是一年前被击毙的一只鬣狗，它在被杀死前袭击了25人，其中5名受害者死亡。公园和野生动物官员认为，被击毙的野兽只是一只患有狂犬病的鬣狗。但当地居民认为，马拉维恐怖野兽是复活的怪物，对一年前杀死它的人类实施报复。